# Mujakovići
Mujakovići su naseljeno mjesto u općini Fojnica, Federacija Bosne i Hercegovine, BiH.
Nalaze se oko 6 km zapadno od Fojnice.

## Stanovništvo

### 1991.
Nacionalni sastav stanovništva 1991. godine, bio je sljedeći:
ukupno: 55
- Hrvati - 55

### 2013.
Na popisu stanovništva 2013. godine bilo je bez stanovnika.

## Vanjske poveznice
- Satelitska snimka[neaktivna poveznica]